# Lajja – Schande
Lajja – Schande (Alternativtitel: Lajja – Die Schande, Originaltitel: Hindi लज्जा, Lajja, übersetzt: Schande) ist ein Hindi-Film, der die soziale Stellung der indischen Frauen in einer von Männern dominierten Gesellschaft kritisiert.

## Handlung
Die Inderin Vaidehi lebt mit ihrem Ehemann Raghu in New York. Ihre unglückliche Ehe ist geprägt von den Schlägen und Fremdgehen ihres Mannes. Irgendwann wird ihr das alles zu viel und sie fliegt in ihre Heimat nach Indien. Dort erfährt sie von Raghus Unfall, der von nun an impotent bleibt. Sie hingegen trägt sein Kind im Leib – das einzige, das er je haben wird. Deshalb will er es sich holen und treibt Vaidehi so zur Flucht.
So landet Vaidehi an etlichen Orten Indiens, wo Frauen für ihre Rechte kämpfen. Sie lernt die Schicksale dreier Frauen kennen, die auch Demut, Gewalt und Unterdrückung seitens der Männer erleiden müssen:
- Maithili, die Braut, die fürchten muss am Altar stehen gelassen zu werden, weil ihr Vater die überhöhten Mitgiftsforderungen nicht bezahlen kann.
- Janki, eine radikale Feministin, die einfach ihr Leben leben will und nicht eines, was von anderen bestimmt ist.
- Ramdulhari, die Heilerin eines kleinen Dorfes, das von Frauen hassenden Brüdern terrorisiert wird.

## Hintergrund
Die Idee des Films kam Regisseur Rajkumar durch die Lektüre eines Zeitungsartikels, wo im Juli 1999 von einer Begebenheit in einem Dorf in der Nähe Kanpurs in Nord-Indien berichtet worden war. Hier wurde eine niedrigkastige Frau vergewaltigt und in ihrem Haus zu Tode verbrannt. Ihr Verbrechen? Ihr Sohn stand in Beziehung zu einem höherkastigen Mädchen. „Zuerst dachte ich“, so Santoshi, „daß diese Dinge nur in Dörfern geschehen. Dann begriff ich, daß sie universell sind. Ob es ein Dorf oder eine große Stadt in Indien oder New York ist, überall müssen Frauen für ihre Rechte kämpfen.“ Somit setzt Santoshi seinen Film unter das große Motto: „Wenn die Tränen aufhören, beginnt eine Revolution.“
Wie vorherzusehen war, löste der Film in Indien Kritik aus. Zunächst versuchte ein Gericht in Chennai, seine Veröffentlichung unter dem Vorwand der Rückbezahlung ausstehender Kredite zu stoppen. Dann erhoben Arbeiter der Hindu-Partei „BJP“ in Bhopal Protest gegen „anstößige Dialoge“ gegen Hindu Göttern und Göttinnen.

## Musik
| Song                            | Sänger/in                  |
| ------------------------------- | -------------------------- |
| Aa Hi Jaiye                     | Anuradha Sriram            |
| Badi Mushkil                    | Alka Yagnik                |
| Jiyo Jiyo                       | K K                        |
| Kaliyug Ki Sita                 | Anuradha Paudwal           |
| Kaun Dagar                      | Lata Mangeshkar            |
| Mujhe Saajan Ke Ghar Jana Hai 1 | Alka Yagnik & Richa Sharma |
| Mujhe Saajan Ke Ghar Jana Hai 2 | Alka Yagnik & Richa Sharma |

## Dies und Das
- Sonali Bendre und Urmila Matondkar treten als Tänzerinnen in den Liedern Mujhe Saajan Ke Ghar Jaana Hai und Aa Hi Jaiye auf.

## Auszeichnungen
Zee Cine Award:
- Zee Cine Award/Beste Nebendarstellerin an Madhuri Dixit

Nominierungen:
Zee Cine Award:
- Zee Cine Award/Beste Nebendarstellerin an Rekha
- Zee Cine Award/Bester Nebendarsteller an Ajay Devgan

Filmfare Award 2002:
- Filmfare Award/Beste Nebendarstellerin an Madhuri Dixit
- Filmfare Award/Beste Nebendarstellerin an Rekha
- Filmfare Award/Bester Nebendarsteller an Ajay Devgan

International Indian Film Academy Award:
- IIFA Award/Beste Nebendarstellerin an Madhuri Dixit
- IIFA Award/Beste Nebendarstellerin an Rekha

Star Screen Award:
- Star Screen Award/Beste Nebendarstellerin an Madhuri Dixit
- Star Screen Award/Beste Nebendarstellerin an Rekha
- Star Screen Award/Bester Dialog an Rajkumar Santoshi und Ranjit Kapoor
- Star Screen Award/Beste Choreografie an Ganesh Acharya für den Song Badi Mushkil
- Star Screen Award/Beste Stuntregie an Bhiku Verma und Pappu Verma